# Multigraf

Przykładowy multigraf

Multigraf, także pseudograf – graf, w którym mogą występować:
- krawędzie wielokrotne, czyli powtarzające się;
- pętle – krawędzie, których końcami jest ten sam wierzchołek[1][2].